# Atletismo nos Jogos Pan-Americanos de 1991 - Maratona feminina
A prova da maratona feminina nos Jogos Pan-Americanos de 1991 foi realizada em 3 de agosto em Havana, Cuba.

## Medalhistas
| Ouro                   | Prata                    | Bronze                     |
| Olga Appell MEX México | Maribel Durruty CUB Cuba | Emperatriz Wilson CUB Cuba |

### Final
| Posição           | Nome              | Nacionalidade      | Tempo   | Notas |
| ----------------- | ----------------- | ------------------ | ------- | ----- |
| Medalha de ouro   | Olga Appell       | MEX México         | 2:43:36 |       |
| Medalha de prata  | Maribel Durruty   | CUB Cuba           | 2:46:04 |       |
| Medalha de bronze | Emperatriz Wilson | CUB Cuba           | 2:48:48 |       |
| 4                 | Janice Ettle      | USA Estados Unidos | 2:49:22 |       |
| 5                 | Lynn DeNinno      | USA Estados Unidos | 2:49:34 |       |
| 6                 | Vilma Peña        | CRC Costa Rica     | 2:54:19 |       |
| 7                 | Flora Moreno      | MEX México         | 2:56:27 |       |
| 8                 | María Menéndez    | GUA Guatemala      | 3:09:13 |       |